# Мстув (Силезское воеводство)

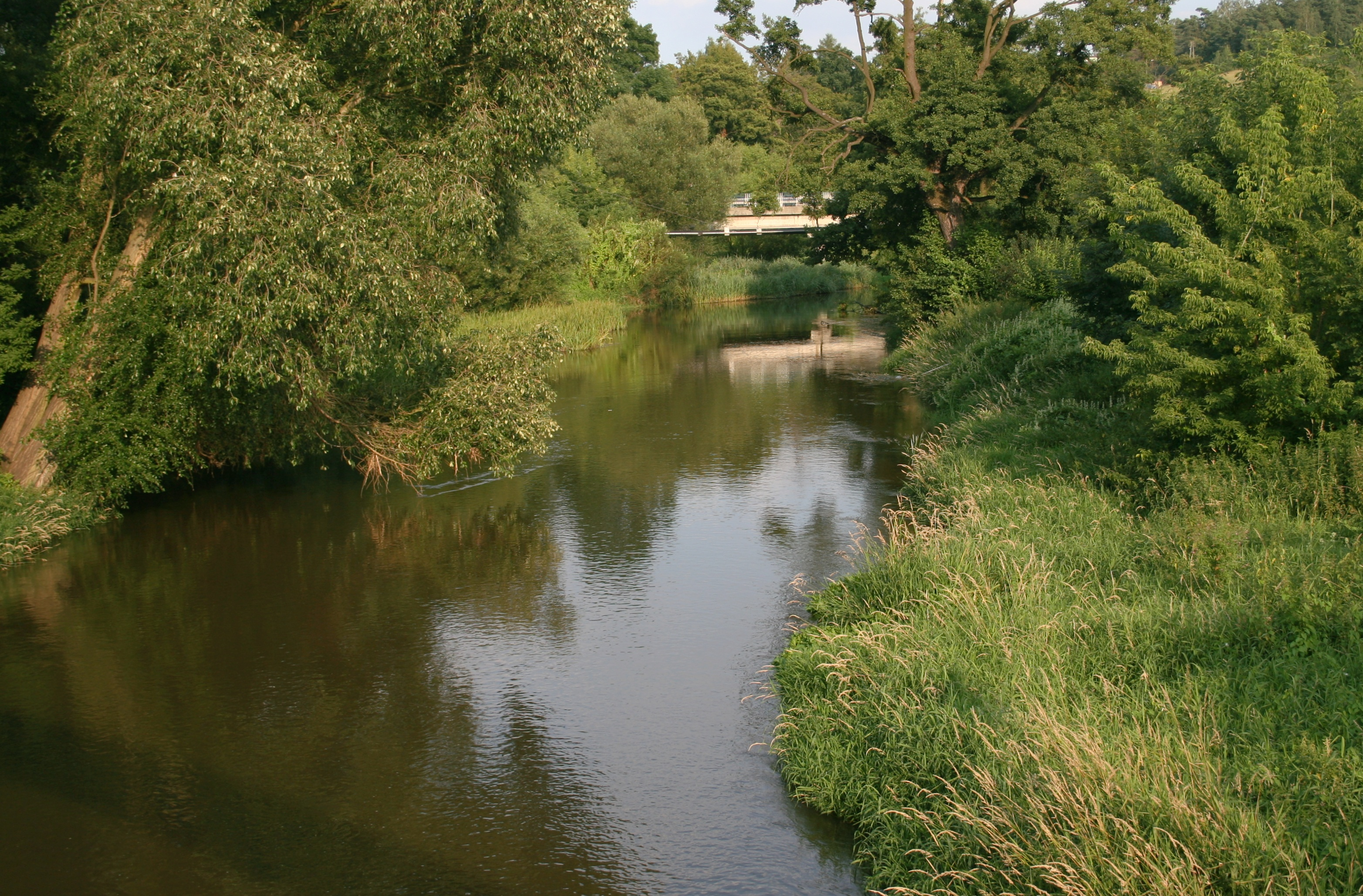
Варта в окрестностях Мстува

Мстув (пол. Mstów) — село (город в 1279—1870 годах) в Силезском воеводстве, Ченстоховском повете. Административный центр одноимённой гмины на юге Польши. Расположено на берегу реки Варта в 13 км от административного центра повета города Ченстохова и в 68 км от столицы воеводства города Катовице.

## История
Название, вероятно, происходит от имени Мста. Первое упоминание о Мстуве относится к 1193 году в булле папы Целестина III. Тогда им владели латеранские каноники из Вроцлава. Предположительно, в начале XIII века был основан Мстувский монастырь. В 1220 году упоминается в латинском документе краковского епископа Иво Одровонжа г ород упоминается в форме «Mstovia» и «Msthow».
В 1279 году село получило от Болеслава Стыдливого городской статус (Ченстохова получила статус города только после 1370 года). В год 1566 году пожар уничтожил большую часть монастыря. В последующие годы монастырь и костёл неоднократно уничтожались. Наибольшие разрушения коснулись монастыря в Первую мировую войну: во время прусско-российских боёв были уничтожены башни костёла, обрушился свод нефа, разрушены крепостные стены монастыря. Реконструкция продолжалась в течение всего межвоенного двадцатилетия по инициативе священника Тадеуша Маневского.
В XVII и XVIII веках стены монастыря использовались местной шляхтой для проведения сеймиков. Из высоких гостей, посещавших монастырь, следует выделить королеву Бону.

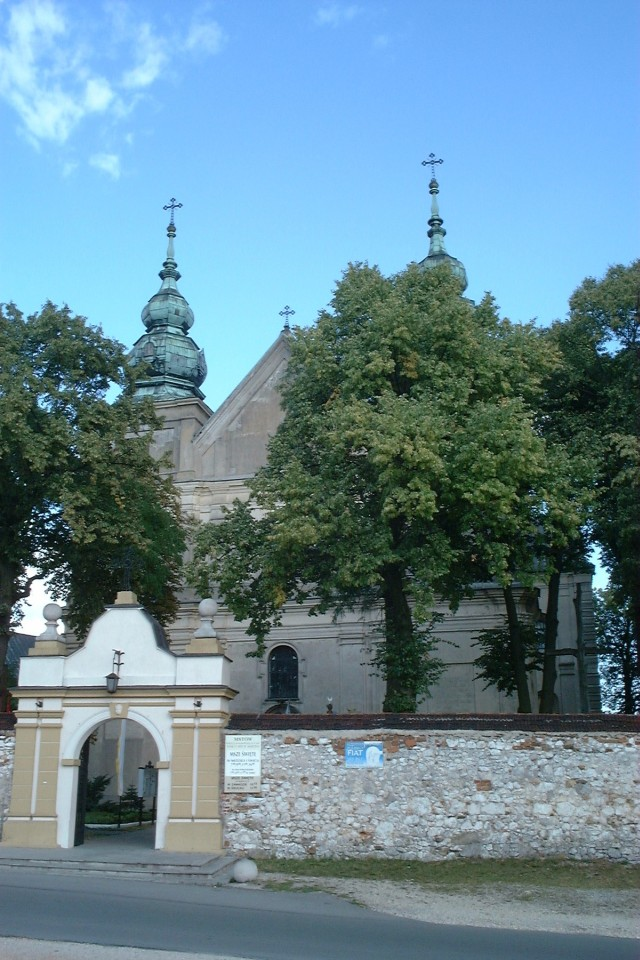
Бывший монастырь в Мстуве

Монастырь был упразднён прусскими властями в период II раздела Польши. С начала XIX века костёл является приходским храмом. Монастырское имущество было роздано нескольким дворянским семьям.
После Январского восстания, последовавших царских репрессий и ряда эпидемий городок сильно опустел. На окраине до сих пор можно видеть остатки старого холерного кладбища. В XIX веке был снесён городской готический костел и деревянная ратуша.
В 1904 году здесь родился хирург, профессор и педагог Здзислав Киетуракис. На 1933 год в Мстуве было 284 жилых дома и 2129 жителей.
Во время гитлеровской оккупации в 1939—1945 Мстув понёс серьезные потери. Были снесены ряд древних построек, в том числе костёл св. Станислава 1140 года постройки. Была сожжена старая синагога и разорено еврейское кладбище. Еврейское население в количестве 650 человек было в начале 1942 rода вывезено в гетто Радомско, а в сентябре того же года они попали в лагерь смерти, где большинство из них погибло. Книги из еврейской библиотеки вышвырнули на берег реки Варты, где они сжигались несколько дней.
К 1945 году Мстув был опорным пунктом на немецкой линии обороны B-1, при постройке которой использовался труд пленных. В библиотеке для них устроили кухню и столовую. Рядом с монастырём располагался военный аэродром.
16 января через село лежал путь прорвавших фронт и наступавших на Ченстохову советских танковых войск (54 гв. танковая бригада, батальон Хохрякова), которые захватили его после непродолжительного боя (см. Освобождение Ченстоховы). Остатки укреплений, бункера и ДОТы, сохранились до сих пор. Две главных улицы носят названия Освобождения и 16 января (на ней расположено здание гмины).
Во время ПНР были снесены усадьба и парк. Сейчас на этом месте расположено управление гмины.
В 1972 село было награждено Партизанским Крестом в память о партизанской борьбе.
В 1975—1998 годах село входило в Ченстоховское воеводство.
20—21 июля 2007 года по селу прошел ураган, уничтоживший десятки сараев.
В 1993 году Мстув отмечал 800-летие. По этому случаю рада гмины попыталась вернуть Мстуву статус города.

## Транспорт
Около села проходит местное шоссе № 786. От Ченстоховы можно доехать до Мстува с автобусной станции автобусом линии М.

## Достопримечательности
- Монастырь регулярных каноников латеранских, в настоящее время это соседнее село Ванцежув
- Рыночная площадь с комплексом каменных домов
- Скала и Источник Любви[9]
- Католическое кладбище с часовней XVI века[10]
- Остатки усадебного парка с часовней св. Флориана
- Часовни XIX века
- Несколько жилых домов конца XIX века
- Старое еврейское кладбище[11]

## Награды
В 1972 году село было награждено Партизанским крестом.